# Студенікін Михайло Тимофійович
Студенікін Михайло Тимофійович (*21 листопада 1946 р., м. Івановка Московська область — † 19 травня 2015, Москва) — радянський педагог, історик, кандидат історичних наук (1975), професор (2006), завідувач кафедри методики викладання історії (1989—2015) Московського педагогічного державного інституту ім. В. І. Леніна.

## Навчання
У 1968 р. М.Студенікін закінчив Московський обласний педагогічний інститут ім. Н. К. Крупської. Під час навчання працював в школі № 627 м. Москви заступником директора з виховної роботи та вчителем історії і суспільствознавства.
Після здобуття вищої освіти вступив до заочної аспірантури на кафедру новітньої історії Московського обласного педагогічного інституту ім. Н. К. Крупської. Його вчителем був відомий радянський методист Гора Петро Васильович.
У 1975 р. він захистив кандидатську дисертацію «Прогресивна молодь ФРН — союзник робітничого класу в боротьбі проти мілітаризму і монополій».

## Наукова діяльність
З 1976 р. М.Студенікін почав працювати завідувачем лабораторії навчання історії НДІ шкіл Міністерства освіти РРФСР. Також очолював редакцію історії видавництва «Просвещение».
У 1982 р. йому було присвоєно вчене звання старшого наукового співробітника за спеціальністю «Методика викладання історії» та доцента. Як спеціаліст із підготовки методичної літератури в 1983 р. був відряджений в Демократичну Республіку Афганістан.
Після повернення, в 1985 р. почав працював старшим науковим співробітником Інституту загальної середньої освіти АПН СРСР.
З 1989 р. починає працювати завідувачем кафедри методики викладання історії Московського педагогічного державного інституту ім. В. І. Леніна.
М.Студенікін продовжив вдосконалення і розвиток наукової школи, закладеної професором Петром Васильовичем Горою.
Основні наукові теми, що досліджував вчений:
- методика викладання історії, вітчизняної історії, етики та історичного краєзнавства;
- розвиток умінь і навичок учнів під час навчання історії;
- пізнавальні можливості учнів;
- роль наочності в навчанні.

Загалом написав понад 100 наукових робіт.

## Нагорода
Орден «Знак Пошани».

## Перелік публікацій
- Студеникин Михаил Тимофеевич Методика преподавания истории в школе [Текст]: учеб.для студ.вузов / М. Т. Студеникин. — М.: Владос, 2000. — 239 с.; — (Учебник для вузов). — ISBN 5691004573.
- Студеникин, Михаил Тимофеевич. Методика преподавания истории в школе [Текст]: учеб. для студ. вузов / М. Т. Студеникин. — М.: Владос, 2004. — 240 с. : ил.; (Учебник для вузов). — ISBN 5-691-00457-3
- Коммунистическое воспитание учащихся на уроках истории, обществоведения и основ Советского государства и права: из опыта работы [Текст]: сб. ст. / сост. М. Т. Студеникин. — М.: Просвещение, 1981. — 207 с.
- Студеникин, Михаил Тимофеевич Воспитание гражданственности учащихся на уроках основ советского государства и права [Текст]: пособие для учителей / М. Т. Студеникин, Н. Г. Суворова ; М-во просвещения РСФСР, НИИшкол. — М.: НИИ школ, 1982. — 90 с.
- Студеникин, Михаил Тимофеевич Становление и развитие школьного исторического образования в России XVI — начала XX вв. [Текст] / М. Т. Студеникин; Моск. пед. гос. ун-т. — М.: Прометей, 2011. — 225 с. — ISBN 978-5-4263-0036-1